# Barysaŭ
Barysaŭ (cu caractere chirilice în belarusă Барысаў; în rusă Борисов, transliterat: Borisov) este un oraș industrial cu 150.375 de locuitori din Belarus. În apropiere, a avut loc în anul 1812 bătălia de la Berezina dintre trupele lui Napoleon și armata rusă sprijinită de trupele prusace.